# Ofra Strauss
Vous pouvez aider à l'améliorer ou bien discuter des problèmes sur sa page de discussion.
- Il contient une ou plusieurs listes. Le texte gagnerait à être rédigé sous la forme d’un ou plusieurs paragraphes synthétiques, afin d’être plus agréable à lire. (Marqué depuis avril 2023)
- Sa forme n’est pas encyclopédique et ressemble trop à un curriculum vitæ. Modifiez le texte pour aider à le transformer en article neutre. (Marqué depuis avril 2023)

Ofra Strauss, née le 22 août 1960 à Nahariya en Israël, est une femme d'affaires israélienne, active dans le secteur de l'agroalimentaire. Elle est présidente et actionnaire majoritaire du Groupe Strauss.
Elle est présidente de la Chambre de Commerce israélo-américaine depuis 2011.

## Biographie
En 1930, ses grands-parents fuient l'Allemagne nazie. Sa grand-mère Hilda fonde un commerce artisanal de vente de fromages et de yaourts à la frontière du Liban dans la ville de Nahariya. Le développement de ce commerce donne naissance au Groupe Strauss en 1933, avant même la création de l’État juif.

### Études et débuts professionnels
Ofra Strauss obtient une licence de droit à l’université de Tel-Aviv et un master en administration des entreprises de la Harvard Business School.
Elle travaille par la suite dans le service de marketing international et le programme de formation dans l'entreprise de cosmétiques Estée Lauder.
De 1997 à 1998, elle devient présidente de la fondation «Adoptez un soldat».
Elle est nommée par son père, Michaël Strauss, à la tête de l’entreprise familiale en 1999.

### Carrière

#### Fonctions importantes
- Coprésidente du sous-comité de Mobilisation de la société israélienne[4]
- Membre de l’Exécutif de l’Agence juive depuis 2002[4]
- ancienne présidente de la Campagne local de collecte de fonds de WIZO[4]
- Créatrice de Yasmine, fonds d'investissement pour aider les femmes juives et arabes à créer des petites entreprises à succès[2]
- Présidente de l'organisation sioniste internationale des femmes en 2013[6]
- Siège à l’Agence juive pour Israël Trustee & Chairman-Babayit Beyachad Project en 2013[6]
- Administratrice du Nahariya Dairy Strauss Ltd[6].
- Directeur de la société anonyme Três Corações Alimentos[6]
- Présidente de la Chambre de Commerce israélo-américaine[7]

## Fortune et récompenses
En 2005, Ofra Strauss est placée 42e sur la liste des femmes les plus puissantes dans les entreprises par le magazine Fortune.
Le groupe Strauss emploie 14 000 employés, possède un chiffre d’affaires de deux milliards de dollars, et est présent dans dix-neuf pays sur plusieurs continents.
En 2018, sa fortune personnelle est évaluée à près de trois milliards de shekels, soit environ 750 millions d'euros et sa famille est la 10e la famille la plus riche d’Israël.

## Vie privée
Elle est mère de quatre enfants.
En 2011, elle aurait eu une liaison avec l'ex-Premier ministre anglais Tony Blair.